# Masalia radiata
Masalia radiata är en fjärilsart som beskrevs av Moore 1881. Masalia radiata ingår i släktet Masalia och familjen nattflyn. Inga underarter finns listade i Catalogue of Life.